# Ferrari F93A
Chronologie des modèles (1993)
Ferrari F92A Ferrari 412 T1
La Ferrari F93A est la monoplace de Formule 1 engagée par la Scuderia Ferrari dans le cadre du championnat du monde de Formule 1 1993. Elle est pilotée par le Français Jean Alesi et l'Autrichien Gerhard Berger, qui fait son retour dans l'écurie italienne qu'il avait quittée à l'issue de la saison 1989. Les pilotes d'essais sont les Italiens Nicola Larini et Gianni Morbidelli. La F93A se démarque des autres monoplaces Ferrari avec sa livrée rouge et blanche.

## Historique
La saison commence par une sixième place de Gerhard Berger obtenue sous la pluie du Grand Prix d'Afrique du Sud alors qu'il s'élance de la quinzième place. Jean Alesi abandonne au trentième tour à la suite d'un problème hydraulique,. Le Grand Prix d'Europe est plus difficile pour l'écurie italienne qui voit ses deux pilotes abandonner sur casse de suspension. À Imola, aucune voiture ne rallie encore l'arrivée tandis qu'en Espagne, Berger réussit à marquer le point de la sixième place,. À ce stade de la saison, Ferrari pointe à la huitième place du championnat des constructeurs, à égalité de points avec l'écurie française Larrousse.
Lors du Grand Prix de Monaco, Jean Alesi termine troisième. Au Grand Prix du Canada, son coéquipier se classe quatrième à un tour du vainqueur Alain Prost. Il faut alors attendre le Grand Prix d'Allemagne pour qu'une F93A termine dans les points, avec une nouvelle sixième place de Berger.
En Hongrie, l'Autrichien termine sur le podium alors qu'Alesi abandonne à la suite d'un accrochage avec la Minardi M193 de Christian Fittipaldi. Le Français décroche une deuxième place à Monza puis termine quatrième du Grand Prix du Portugal. Parti de la cinquième place, le Français prend un excellent départ qui lui permet de mener la course pendant dix-neuf tours,. Au Japon, aucune Ferrari ne franchit la ligne d'arrivée, mais les pilotes terminent dans les points lors du dernier Grand Prix de la saison.
À l'issue de la saison, la Scuderia Ferrari termine quatrième du championnat des constructeurs avec 28 points.

## Résultats en championnat du monde de Formule 1

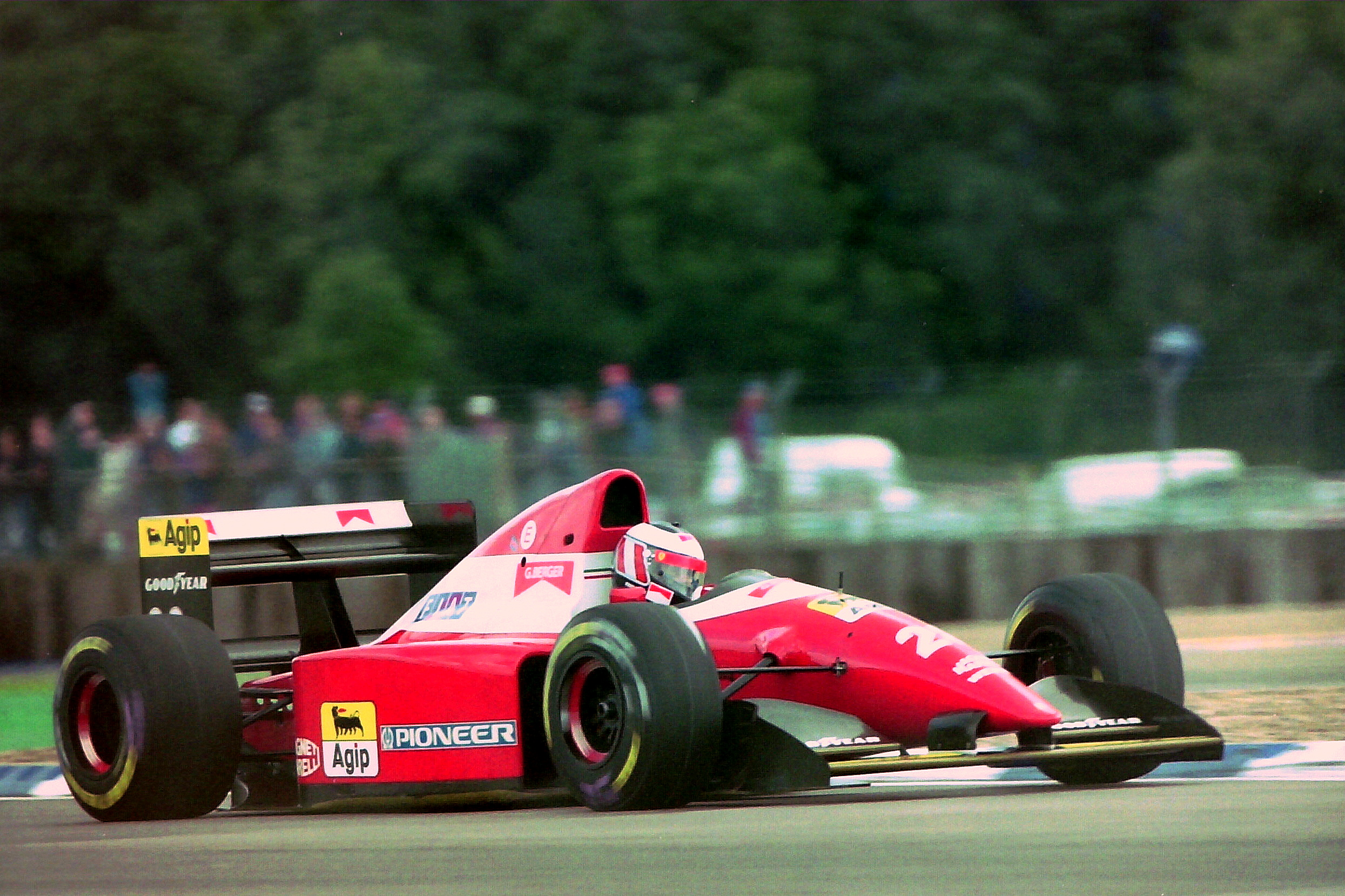
La Ferrari F93A de Berger lors des essais libres du Grand Prix de Grande-Bretagne 1993.

| Saison | Écurie           | Moteur               | Pneus    | Pilotes        | Courses | Courses | Courses | Courses | Courses | Courses | Courses | Courses | Courses | Courses | Courses | Courses | Courses | Courses | Courses | Courses | Points inscrits | Classement |
| Saison | Écurie           | Moteur               | Pneus    | Pilotes        | 1       | 2       | 3       | 4       | 5       | 6       | 7       | 8       | 9       | 10      | 11      | 12      | 13      | 14      | 15      | 16      | Points inscrits | Classement |
| ------ | ---------------- | -------------------- | -------- | -------------- | ------- | ------- | ------- | ------- | ------- | ------- | ------- | ------- | ------- | ------- | ------- | ------- | ------- | ------- | ------- | ------- | --------------- | ---------- |
| 1993   | Scuderia Ferrari | Ferrari Tipo 041 V12 | Goodyear |                | AFS     | BRÉ     | EUR     | SMR     | ESP     | MON     | CAN     | FRA     | GBR     | ALL     | HON     | BEL     | ITA     | POR     | JAP     | AUS     | 28              | 4e         |
| 1993   | Scuderia Ferrari | Ferrari Tipo 041 V12 | Goodyear | Jean Alesi     | Abd     | 8e      | Abd     | Abd     | Abd     | 3e      | Abd     | Abd     | 9e      | 7e      | Abd     | Abd     | 2e      | 4e      | Abd     | 4e      | 28              | 4e         |
| 1993   | Scuderia Ferrari | Ferrari Tipo 041 V12 | Goodyear | Gerhard Berger | 6e      | Abd     | Abd     | Abd     | 6e      | 14e     | 4e      | 14e     | Abd     | 6e      | 3e      | 10e     | Abd     | Abd     | Abd     | 5e      | 28              | 4e         |

Légende : ici 